# Albert Imbert de La Basèque
 (juin 2025).
Albert François Marie Imbert, marquis, de la Basèque est un militaire et homme politique français né le 10 décembre 1755 à Lille (Nord) et décédé le 1er janvier 1840 à Aire (Pas-de-Calais).

## Biographie
Albert François Marie Imbert de La Basecque est le fils d'Albert Imbert, comte de La Basecque (1725-1780), grand bailli des États de Lille, et de Caroline de Massiet, dame de Reningelst. Il épouse Victoire Cornette de Saint-Cyr, fille de Paul Cornette de Saint-Cyr, commandant du Trou-au-Chat (Martinique), et de Marthe-Camille Banchereau.
Propriétaire terrien, colonel de cavalerie et chevalier de l'ordre de Saint-Louis, il est député du Nord de 1824 à 1830, siégeant dans la majorité soutenant les gouvernements de la Restauration. Il donne sa démission le 23 mars 1829 pour raisons de santé.

## Sources
- « Albert Imbert de La Basèque », dans Adolphe Robert et Gaston Cougny, Dictionnaire des parlementaires français, Edgar Bourloton, 1889-1891 [détail de l’édition]

- Ressource relative à la vie publique :   - Base Sycomore